# Two Worlds
Two Worlds est un jeu vidéo de rôle développé par Reality Pump, sorti le 18 mai 2007 sur PC et le 31 août 2007 sur Xbox 360 ; il utilise le moteur physique PhysX. Une suite, nommée Two Worlds II, est sortie le 17 octobre 2010 sur PC et Xbox 360 et le 26 novembre 2010 sur PlayStation 3.

## Configuration minimale requise
- OS : XP/Vista,
- DirectX : 4.09.0000.0904
- Processeur : Pentium IV 2 GHz ou équivalent
- Mémoire RAM : 512 MB
- Carte 3D 128 MB
- Taille sur disque dur : 3 Go

## Musique
La musique de Two Worlds a été composée par Harold Faltermeyer, qui a entre autres composé le célèbre thème du film Le Flic de Beverly Hills.